# Église Notre-Dame-de-l'Assomption de Sost
L'église Notre-Dame-de-l'Assomption de Sost est une église catholique située à Sost, dans le département français des Hautes-Pyrénées en France.

## Historique

### L'ancienne église
En 1387, Sost et Betpouey (village disparu) étaient annexes de la paroisse d'Esbareich. 
Sur la rive droite de l'Ourse existait le village de Peyramilla, qui a longuement co-existé avec le village de Sost avant d'être réunis. Une fois les deux villages fusionner, Sost était en mesure de construire une église.
En 1787 et 1805, Sost était encore annexe d'Esbareich, en 1805, la paroisse de Sost demande un vicaire résidant, car comme l'indique l'abbé Raymon Pomian, "sa population et sa situation sont faites pour l'obtenir", ou alors que l'abbé d'Esbareich vienne y célébrer une seconde messe.
Dès 1869, il est question de construire une nouvelle église à Sost d'après le registre des Délibérations de la Fabrique de paroisse (Le Conseil de Fabrique existait depuis 1851).
D'après les archives du Conseil de Fabrique, en 1870, le maire de Sost et le conseil municipal établissent le plan et devis de la rénovation de l'église par l'architecte M. Julian contre l'avis de la Fabrique, qui avec l'argent récolté prévoit la construction d'une nouvelle église sur un terrain donné par la famille Manent, conformément aux plans et devis dressés par l'architecte M. Latour et M. le Préfet De Vallavielle.
L'intérieur de l'église étant en mauvais état, il était alors question de rénovation ou de construire une nouvelle église.
En 1871, le Conseil de Fabrique fait état aux Conseillers Généraux des Hautes-Pyrénées des faits suivants : l'église est trop petite, et en mauvais état, la commune n'a aucun revenu, les habitants de Sost se sont volontairement cotisés et ont réuni la somme de 7 389 Francs, mais la somme est insuffisante.
En 1872, le village de Sost comptait 549 habitants.
Pendant 17 ans (1871 à 1888), le Conseil de Fabrique essaye de doter le village d'une nouvelle église, tout en faisant des réparations de l'ancienne église.
En 1880 et 1881, le Conseil de Fabrique indique que l'église est en si mauvais état qu'il est question d'en interdire l'accès.

### La nouvelle église Notre-Dame-de-l'Assomption
La construction de la nouvelle église commence en 1886 sur l'emplacement appelé Champ Sost Matthieu d'après le plan dressé par M. Latour en 1878, grâce à la cotisation des habitants et aux dons manuels, Dominique Manent (héritier de Melle Marie Manent Lahont), et Lamolle Thomas (héritier de Bertrand Ousset) ont fait dons personnels de vitraux (qui portent leur nom) et des travaux en nature.
La nouvelle église a été construite de 1886 à 1892.
L'abbé Ferrère fut nommé curé de Sost en 1886.
En 1886, le village comptait 598 habitants.
En 1900, l'abbé Ferrère et le Conseil de Fabrique sont en accord pour vendre le retable de l'ancienne église pour cent francs à M. Manent Jean-Marie, originaire de la paroisse et domicilié à Hyères.
M. Manent Jean-Marie a participé par ces généreuses donations à la construction et l'ornement de la nouvelle église par l'achat du maître-autel et de deux lustres.
L'église dédiée à la Vierge de l'Assomption a été bénite le 9 juin 1892 par Mgr Billère, évêque de Tarbes.
En 1896, le village comptait 570 habitants.

## Description
L'église est de style néo-gothique, assez grande pour une église de montagne, avec 20 mètres de longueur, et 12 mètres de largeur. Elle a une nef centrale et deux bas-côtés.
Au-dessus du porche, le clocher s'élève à 20 mètres.

### Extérieur
L'église a été faite avec des blocs de marbre rose et gris provenant des carrières du village.
Des réparations de la toiture ont été faites, durant quelques années les fuites ont endommagé l'extérieur et par infiltration l'intérieur du chœur.
Côté gauche de l'église, l'eau coule sur le terrain en pente et des infiltrations d'humidité ont également lieu à l'intérieur du côté de la chapelle de la Vierge Marie.

### Intérieur

#### Les vitraux
Les vitraux ont été réalisés par Gesta de Toulouse en 1891.
L'ensemble des vitraux ont été restaurés en 2017 - 2018 par l'atelier Vitrail lumière à Lugagnan près de Lourdes.

##### À gauche les vitraux représentent
- Saint Roch (don de Sost R.),
- Saint Michel (don de l'abbé Duthu 1891),
- Saint Jean l'Évangéliste (don de l'abbé Duthu 1891),
- Notre-Dame du Rosaire (don de Mlle Puchan).

##### À droite, les vitraux représentent
- Saint Alexis,
- Sainte Germaine de Pibrac,
- Saint Thomas apôtre,
- Sainte Anne.

##### Les vitraux du chœur
Au centre : le vitrail derrière le maître-autel représente l'Assomption de Marie.
À gauche : le vitrail représente saint Jean le Baptiste et saint Bertrand.
À droite : le vitrail représente saint Dominique et saint François d'Assise.

#### Lanef
Le côté gauche de l'église est atteint par l'humidité. À l'extérieur la terre est contre l'église, la commune prévoit de creuser une fosse entre le terrain et l'église pour évacuer l'eau.
Le chemin de croix en bois sculpté est posé au sol car les murs en plâtre sont fragilisés par l'humidité.

#### Le chœur
Le maître-autel, le tabernacle et le ciborium sont en marbre blanc orné de feuilles dorées.
Le chœur est entouré de statue de saint, de gauche à droite : sainte Bernadette, saint François Xavier, le Sacré-Coeur de Jésus, saint Jean le Baptiste, sainte Thérèse de Lisieux et saint Bertrand. 
Le centre du chœur a été endommager par infiltration de la fuite extérieur, l'humidité a fait tomber de grande partie du revêtement en plâtre.

#### Chapelle de laVierge Marie
L'autel et le tabernacle sont en marbre blanc orné de feuilles dorées.
Sur la façade de l'autel est inscrit le monogramme marial composé des lettres A et M entrelacées, initiales de l’Ave Maria.
Au-dessus de l'autel, un socle sculpté avec des anges et une statue de l'Assomption de Marie.

#### Chapelle de saint Joseph
L'autel et le tabernacle sont en marbre blanc orné de feuilles dorées.
La façade de l'autel est ornée de lys, au centre est inscrit les initiales S et J de saint Joseph.
Au-dessus une statue de saint Joseph.

## Galerie

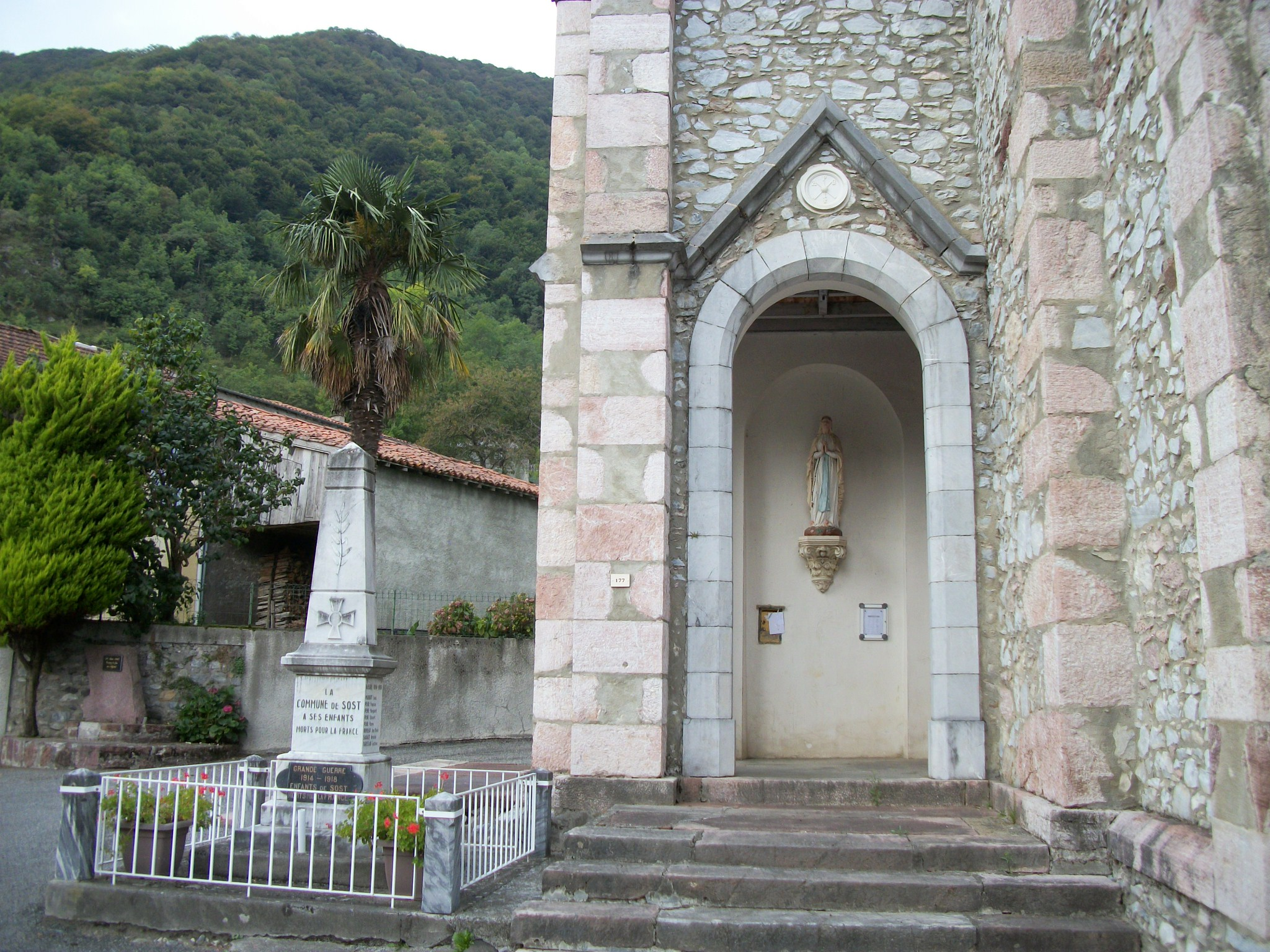
Le porche de l'église avec une statue de Notre-Dame de Lourdes, à gauche le monument aux morts
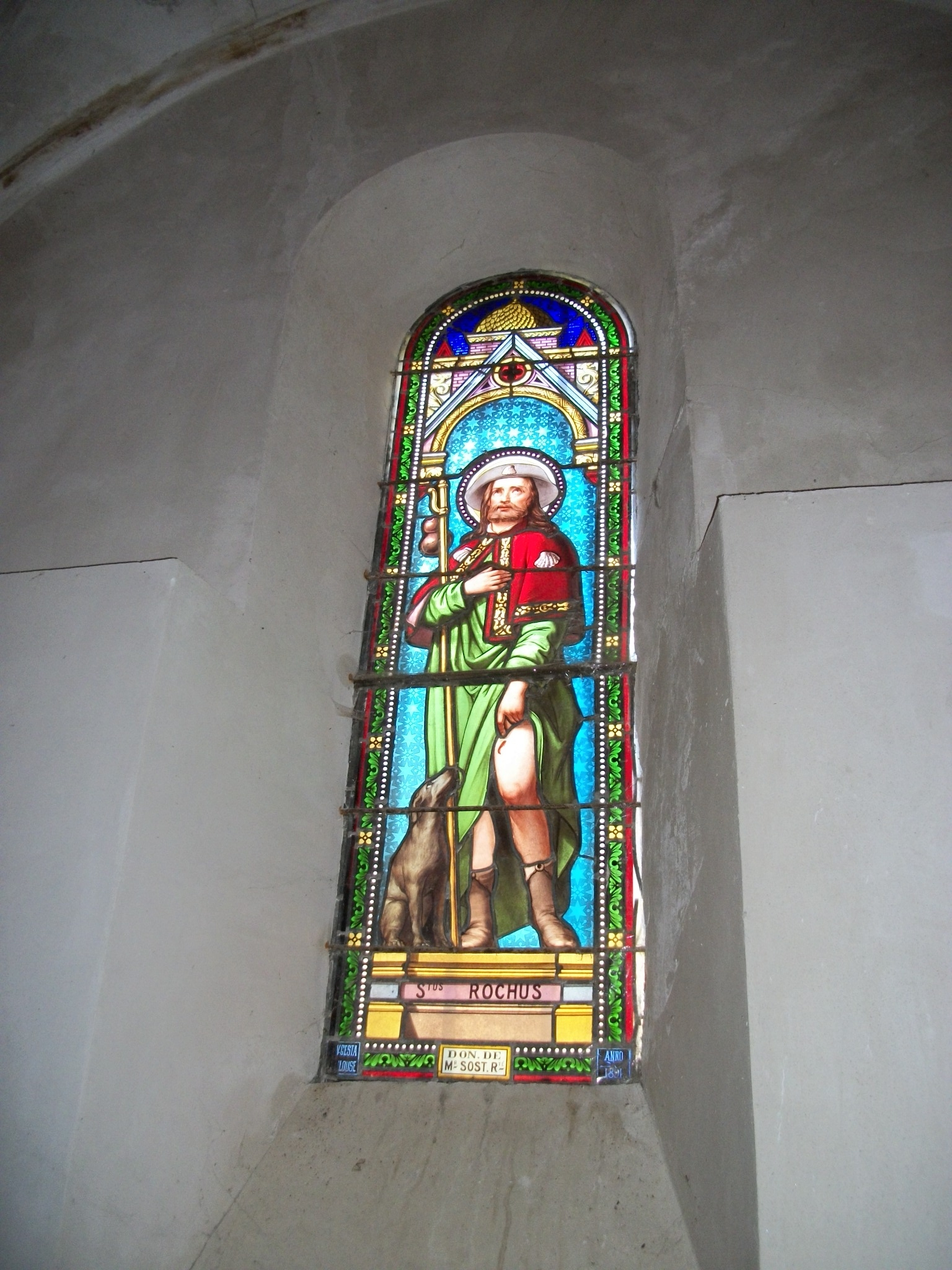
Saint Roch
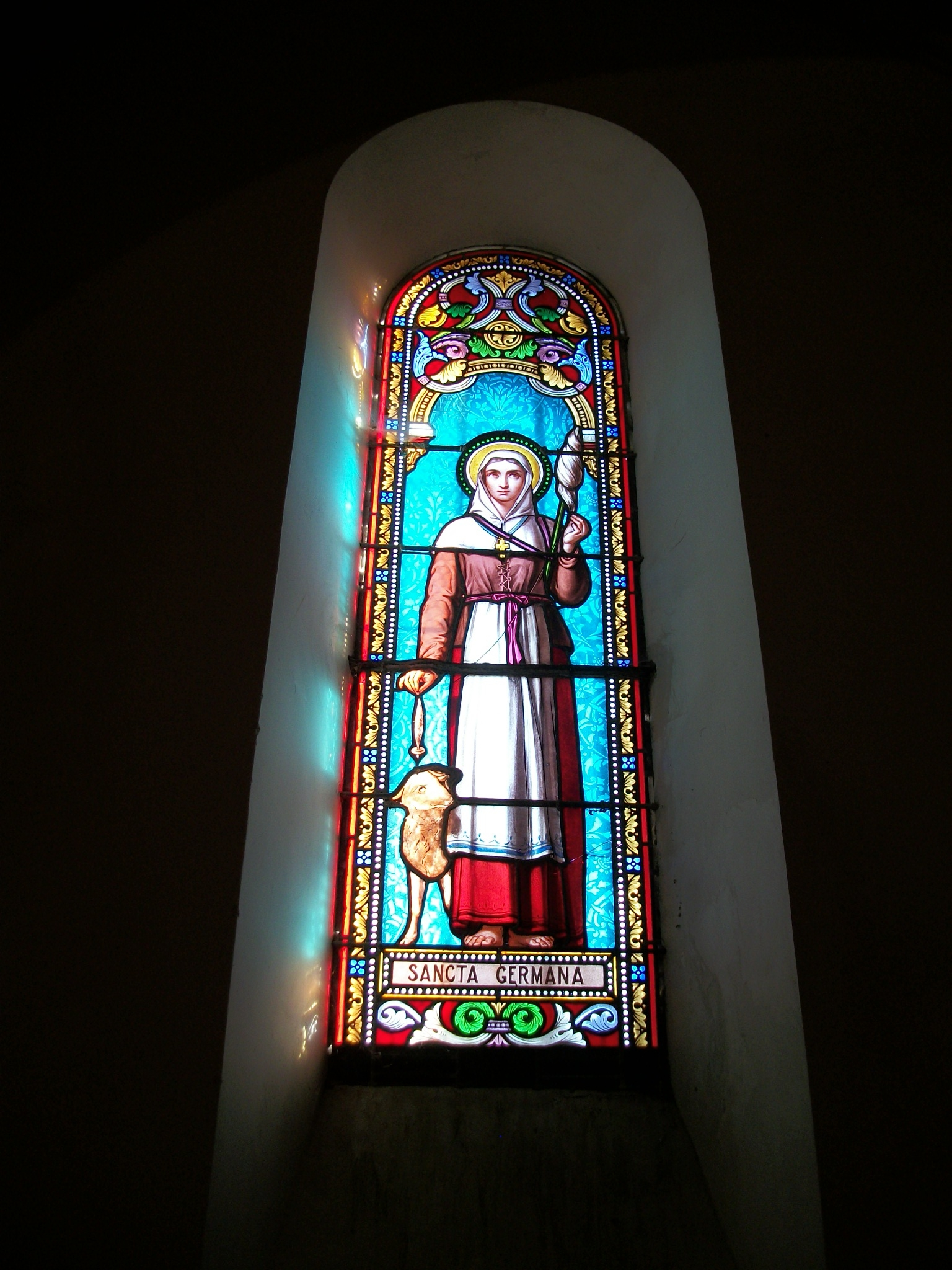
Sainte Germaine de Pibrac
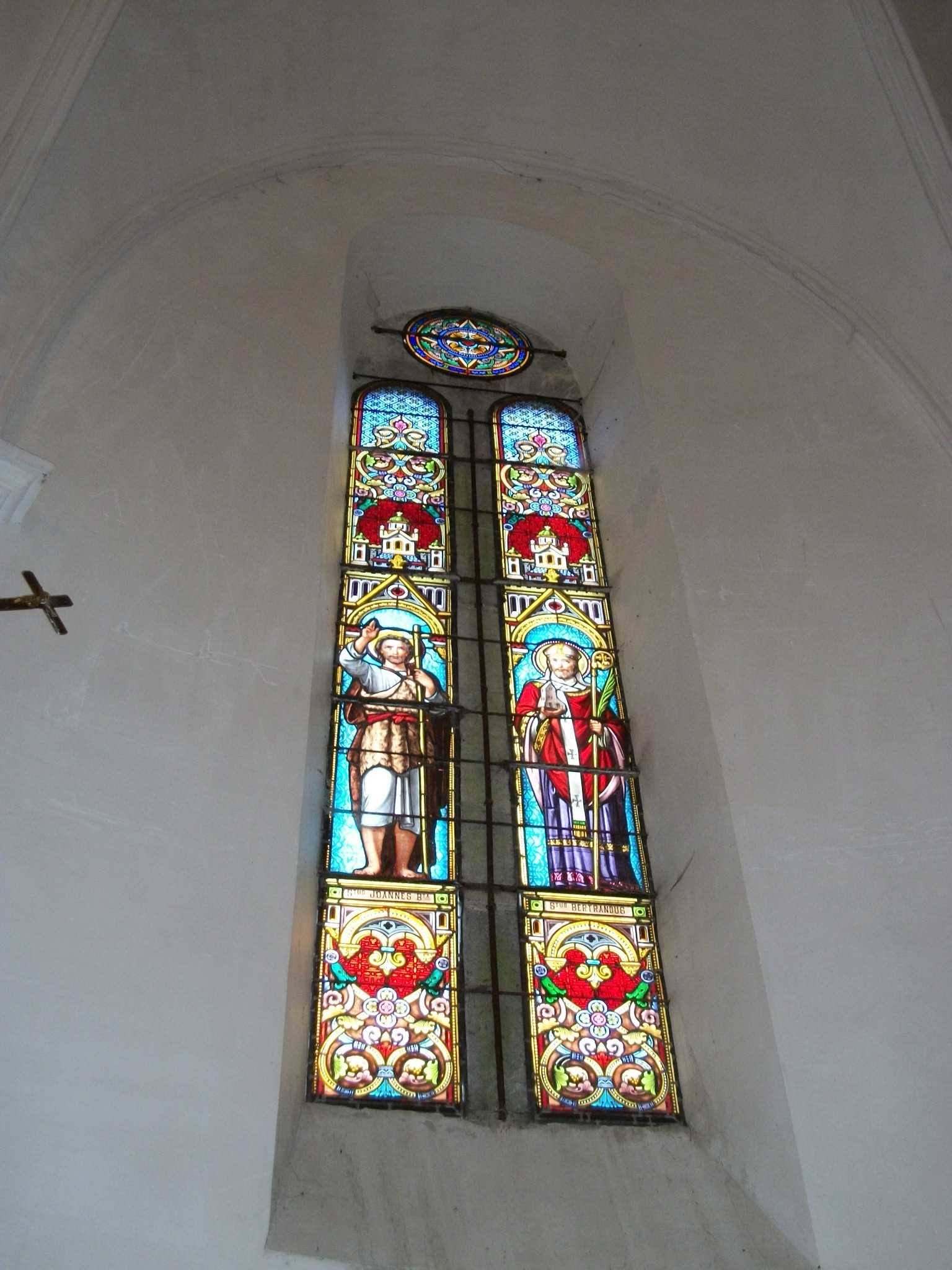
Saint Jean le Baptiste et saint Bertrand
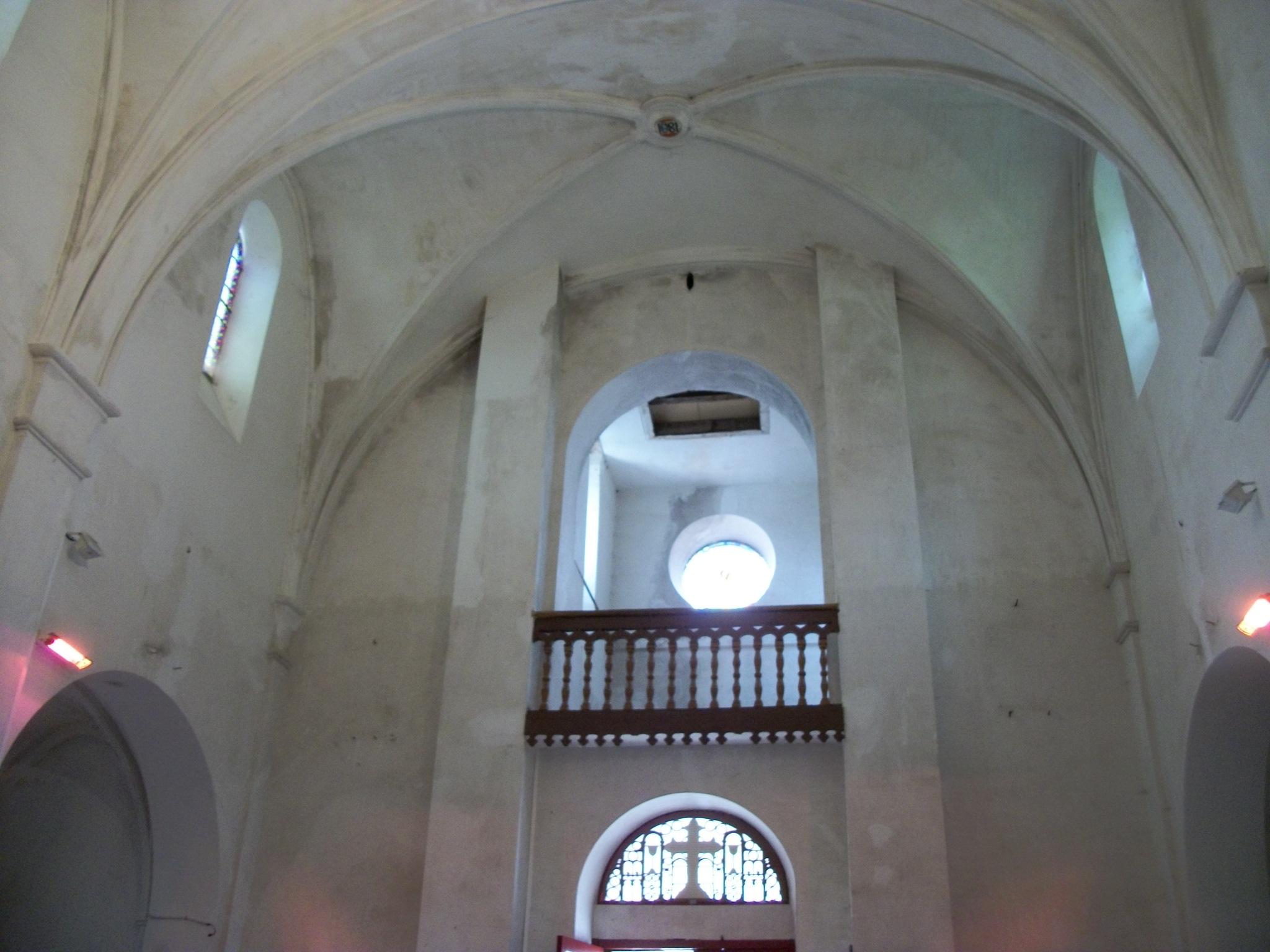
L'arrière de l'église
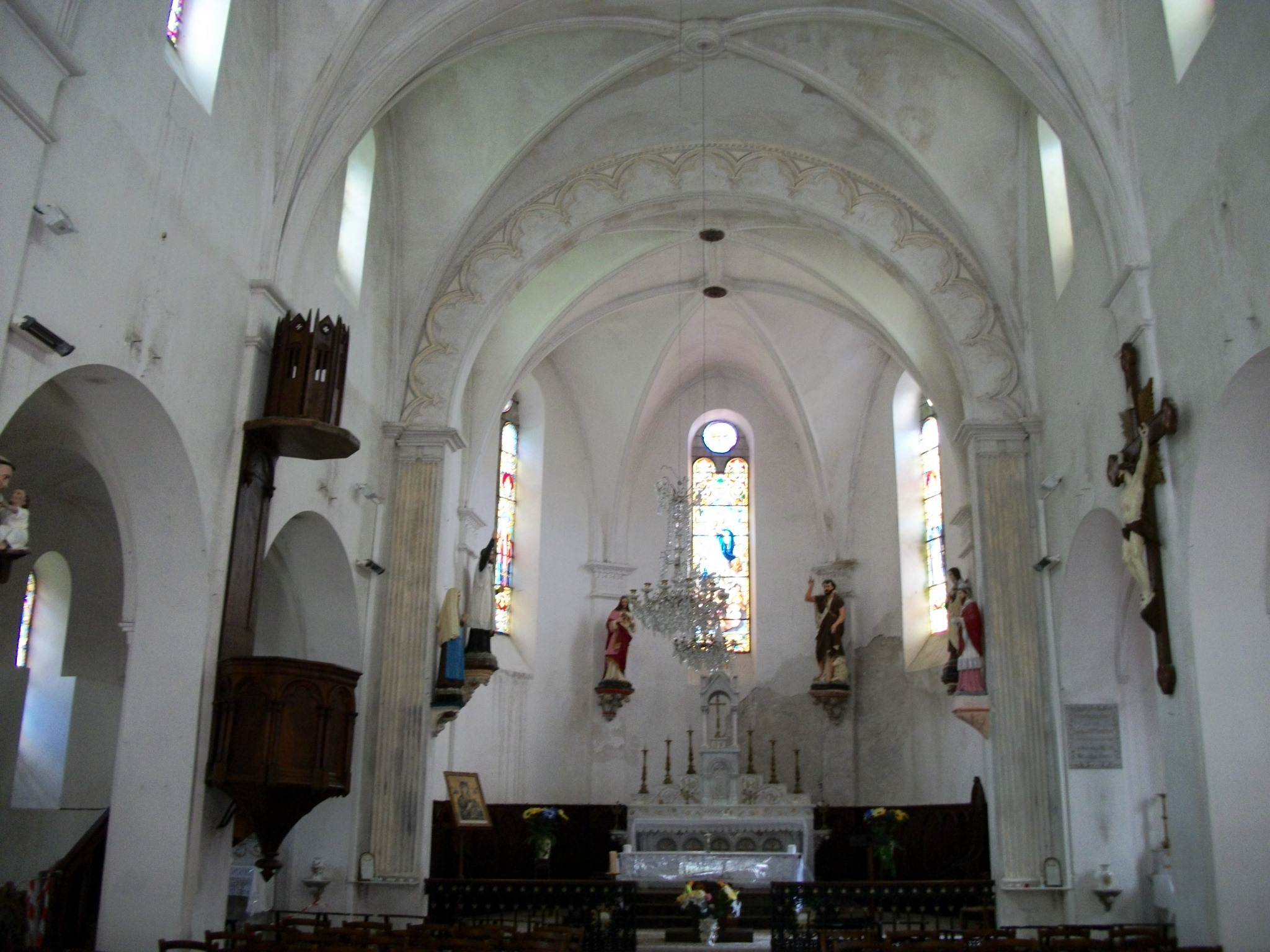
Sur la gauche, la chaire, à droite, un Christ en croix.